# Басина, Наталия Зиновьевна
Ната́лия Зино́вьевна Ба́сина (20 октября 1947, Москва — 4 мая 2011, Москва) — советский и российский кинокритик. Член правления Академии кинематографических искусств «Ника».

## Биография
Наталия Басина окончила физико-химический факультет Московского института стали и сплавов (1971) и факультет журналистики Московского государственного университета (1981). По окончании университета работала ответственным редактором журналов «Спутник кинозрителя», «Экран — детям». Дальнейшие вехи в биографии Наталии Басиной связаны с работой заведующей отделом кино и телевидения газеты «Экран и сцена» (с 1991 года), публикацией статей в изданиях объединения «Союзинформкино», журналах «Сеанс», «Советский экран», «Спутник кинозрителя», газетах «Экран и сцена», «Советская культура», «Общая газета». Иногда подписывала статьи псевдонимами «Д. Эрина», «Наталья Смурнова».
Кинокритик Дмитрий Савельев в «Новейшей истории отечественного кино» написал: «Привечая у себя в отделе кино авторов хороших и разных, она сама обращается к прямой речи — сочиняет критический текст — лишь тогда, когда предмет имеет для неё безусловную личную значимость». Он отметил, что статья Басиной «Время это дано…» («Экран и сцена»; № 7, 1998), посвящённая фильму Вадима Абдрашитова «Время танцора» (1997), стала «одним из самых серьёзных высказываний об этом фильме и аргументом в пользу кинокритики основательной, неангажированной, в своей несуетливой, неброской чуждой словесному трюкачеству».
Скончалась 4 мая 2011 года в возрасте 63 лет в Москве после продолжительной болезни в Центральной клинической больнице. Соболезнование о кончине Басиной выразила кинокритик Татьяна Москвина. Она вспоминала о ней как о «прекрасном редакторе и издателе», отметив её заслугу в возрождении детского кинематографа. Похоронена на Новодевичьем кладбище.

## Награды
- Премия «Золотой Овен» (1992) — «За пропаганду отечественного кино»
- Кинофестиваль «Созвездие» (1999) — Приз «Летописцам кинофестиваля „Созвездие“ за служение Его Величеству Актёру»
- Диплом Гильдии киноведов и кинокритиков (2010) — «За профессионализм кинокритика и высокую гражданскую позицию»[6]